# Вейн (округ, Західна Вірджинія)
Шаблон:StateAbbr_ 38°09′ пн. ш. 82°26′ зх. д. / 38.15° пн. ш. 82.43° зх. д.
Округ  Вейн (англ. Wayne County) — округ (графство) у штаті  Західна Вірджинія, США. Ідентифікатор округу 54099.

## Історія
Округ утворений 1842 року.

## Демографія
За даними перепису 2000 року загальне населення округу становило 42903 осіб, зокрема міського населення було 16551, а сільського — 26352. Серед мешканців округу чоловіків було 20993, а жінок — 21910. В окрузі було 17239 домогосподарств, 12648 родин, які мешкали в 19107 будинках. Середній розмір родини становив 2,92.
Віковий розподіл населення поданий у таблиці:
| Стать    | До 15 років | 15-21 | 22-29 | 30-39 | 40-49 | 50-65 | 65-85 | Понад 85 |
| -------- | ----------- | ----- | ----- | ----- | ----- | ----- | ----- | -------- |
| Чоловіки | 4320        | 2124  | 2087  | 2827  | 3091  | 3795  | 2558  | 191      |
| Жінки    | 3868        | 1967  | 2201  | 3055  | 3201  | 3956  | 3276  | 386      |

## Суміжні округи
- Лоуренс, Огайо — північ
- Кабелл — північний схід
- Лінкольн — схід
- Мінґо — південний схід
- Мартін, Кентуккі — південь
- Лоуренс, Кентуккі — захід
- Бойд, Кентуккі — північний захід

## Виноски
1. ↑  U.S. Decennial Census. United States Census Bureau. Архів оригіналу за 19 липня 2018. Процитовано 16 січня 2014.
2. ↑  Historical Census Browser. University of Virginia Library. Архів оригіналу за 16 серпня 2012. Процитовано 16 січня 2014.
3. ↑  Population of Counties by Decennial Census: 1900 to 1990. United States Census Bureau. Архів оригіналу за 3 червня 2013. Процитовано 16 січня 2014.
4. ↑  Census 2000 PHC-T-4. Ranking Tables for Counties: 1990 and 2000 (PDF). United States Census Bureau. Архів оригіналу (PDF) за 18 грудня 2014. Процитовано 16 січня 2014.
5. ↑  State & County QuickFacts. United States Census Bureau. Архів оригіналу за 11 лютого 2016. Процитовано 16 січня 2014.(англ.) Наведено за англійською вікіпедією.
6. ↑  American FactFinder. Бюро перепису населення США. Архів оригіналу за 26 лютого 2012. Процитовано 31 січня 2008.

| США | Це незавершена стаття з географії США. Ви можете допомогти проєкту, виправивши або дописавши її. |